# 91 (getal)
91 (eenennegentig) is het natuurlijke getal volgend op 90 en voorafgaand aan 92.
In de Franse taal (vooral in Frankrijk) is het getal 91 samengesteld uit meerdere telwoorden: quatre-vingt-onze (4×20+11). Andere Franstaligen, zoals de Belgen en de Zwitsers, gebruiken: nonante-et-un.

## In de wiskunde
91 is:
- een driehoeksgetal en een zeshoeksgetal.
- een vierhoekig piramidegetal.

## Overig
91 is ook:
- Het jaar A.D. 91 en 1991.
- Het landnummer voor internationale telefoongesprekken naar India.
- Het atoomnummer van het scheikundig element Protactinium (Pa).